# Перевод Библии (Российское библейское общество)
Перевод Библии (Российское библейское общество) (официальное название — Библия. Современный русский перевод) — второй полный перевод Библии на русский язык после Синодального перевода, выполненный в России (выпущенные раньше «Библия. Современный перевод» и «Священное Писание — Перевод нового мира» выполнены не в России). Осуществлялся с середины 1980-х годов по 2010 год. Впервые вышел в полном издании 1 июня 2011 года в издательстве Российского библейского общества.
Переводы Ветхого Завета и Нового Завета были выполнены с оригинальных текстов на древнееврейском и древнегреческом языках соответственно.

## Перевод Ветхого Завета
Руководитель проекта перевода Ветхого Завета — М. Г. Селезнёв. В переводе участвовали также В. Ю. Вдовиков, А. Э. Графов, А. С. Десницкий, Л. Е. Коган, Л. В. Маневич, Е. Б. Рашковский, Е. Б. Смагина, С. В. Тищенко, Я. Д. Эйделькинд. Перевод осуществлён в 1995—2010 годы, публиковался отдельными книгами с 1999 года.
Перевод был сделан с текста древнееврейского оригинала, представленного в научном издании Biblia Hebraica Stuttgartensia.
Авторство переводов по книгам Ветхого Завета распределяется следующим образом:
Пятикнижие
- Бытие — М. Г. Селезнёв
- Исход, Числа — М. Г. Селезнёв, С. В. Тищенко
- Левит— С. В. Тищенко
- Второзаконие — М. Г. Селезнёв, С. В. Тищенко

Исторические книги
- Иисус Навин, Судьи — М. Г. Селезнёв
- Руфь, 1-2 Царств — В. Ю. Вдовиков
- 3-4 Царств — Я. Д. Эйделькинд
- 1-2 Паралипоменон — А. С. Десницкий
- Ездра, Неемия, Эсфирь — Е. Б. Смагина

Учительные книги
- Иов — А. С. Десницкий
- Псалтирь — М. Г. Селезнёв
- Притчи — А. С. Десницкий, Е. Б. Рашковский, Е. Б. Смагина
- Экклезиаст — А. Э. Графов
- Песнь Песней — Я. Д. Эйделькинд

Большие Пророки
- Исайя — А. Э. Графов
- Иеремия, Плач Иеремии, Иезекииль — Л. В. Маневич
- Даниил — Е. Б. Смагина

Малые пророки
- Осия — Л. Е. Коган
- Иоиль, Амос — А. Э. Графов
- Авдий — Л. В. Маневич
- Иона — Я. Д. Эйделькинд
- Михей, Наум, Аввакум, Софония, Аггей, Захария, Малахия — Л. В. Маневич[источник не указан 2186 дней].

## Перевод Нового Завета
Основной переводчик Нового Завета («Радостная весть») — В. Н. Кузнецова. Перевод был сделан с текста древнегреческого оригинала, представленного в научном издании The Greek New Testament.
Работа была начата в 1980-е годы по инициативе и при участии Александра Меня. Перевод был впервые полностью опубликован в 2001 году, а затем переработан для включения в состав полного издания Библии.

## Учебное издание
В 2017 году в свет вышло Учебное издание Современного русского перевода Библии, где, по сравнению со стандартным изданием СРП, значительно расширен объём комментариев и других пояснительных материалов.
Комментарии к каноническим книгам Ветхого Завета готовили:
- Бытие, Иисус Навин, Судьи, Псалтирь — М. Г. Селезнёв;
- Исход, Числа, Второзаконие — М. Г. Селезнёв, С. В. Тищенко;
- Левит — С. В. Тищенко;
- Руфь — В. Ю. Вдовиков;
- 1-2 Царств, 2 Паралипоменон, Иов, Притчи, Экклезиаст, Иеремия, Плач Иеремии, Иезекииль — Л. В. Маневич;
- 3-4 Царств, Песнь Песней, Иона — Я. Д. Эйделькинд;
- 1-я Паралипоменон — М. М. Юровицкая, Л. В. Маневич;
- Ездра, Неемия, Эсфирь, Даниил — Е. Б. Смагина;
- Исайя — А. Э. Графов, Л. В. Маневич;
- Осия — Л. Е. Коган; Иоиль — А. Э. Графов,
- Амос — М. Г. Селезнёв, А. Э. Графов;
- Авдий, Михей, Наум, Аввакум, Софония, Аггей, Захария, Малахия — Л. В. Маневич, Я. Д. Эйделькинд.

Комментарии к книгам Нового Завета написаны В. Н. Кузнецовой.
В работе над завершающим редактированием комментариев и в подготовке справочных приложений к Учебному изданию Библии участвовали: Л. В. Маневич (ответственный редактор), Я. Д. Эйделькинд, А. Э. Графов, И. С. Козырев, А. А. Руденко, игумен Арсений, Е. Б. Смагина.

## Оценка
Высокая оценка перевода Ветхого Завета принадлежит лингвисту А. А. Зализняку:

— О переводе, сделанном группой Селезнёва, могу с уверенностью сказать, что это работа высококвалифицированных специалистов, продолжающих традицию предыдущих переводов Библии, сделанных в соответствии с современными им научными критериями. За качество этого перевода можно быть спокойным.

Оценка перевода В. Н. Кузнецовой неоднозначна.
Не все участники РБО согласились с идеей объединить эти переводы Ветхого и Нового Завета под одной обложкой.
Кроме того, сама В. Н. Кузнецова в интервью высказалась о конфликте, имевшем место между переводчиками РБО.